# Waibalun
Waibalun is een bestuurslaag in het regentschap Flores Timur van de provincie Oost-Nusa Tenggara, Indonesië. Waibalun telt 2888 inwoners (volkstelling 2010).